# Кукавка смугаста
Ку́кавка смугаста (Cacomantis sonneratii) — вид зозулеподібних птахів родини зозулевих (Cuculidae). Мешкає в Південній і Південно-Східній Азії. Вид названий на честь французького натураліста П'єра Соннера.

## Опис

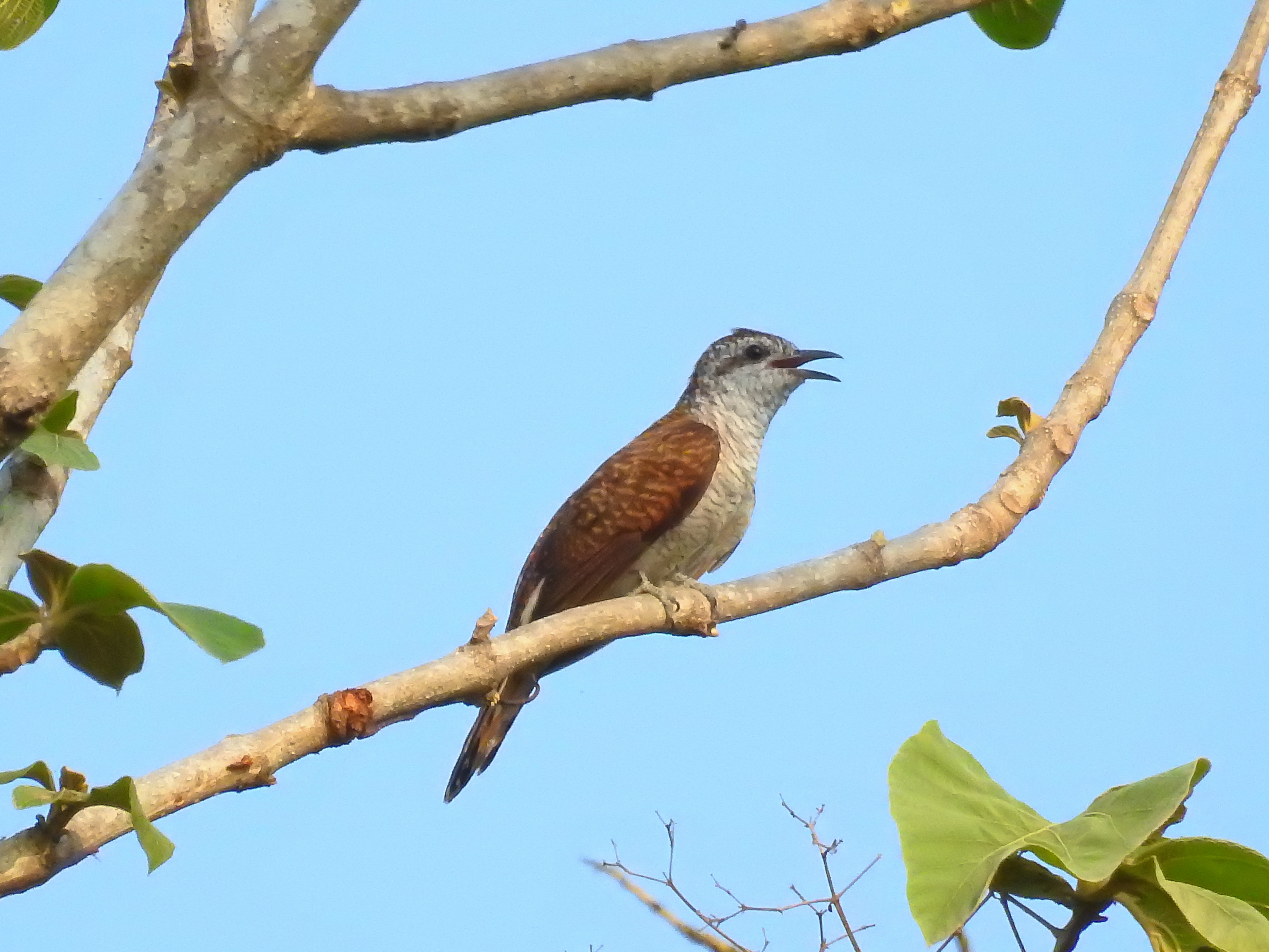
Смугаста кукавка

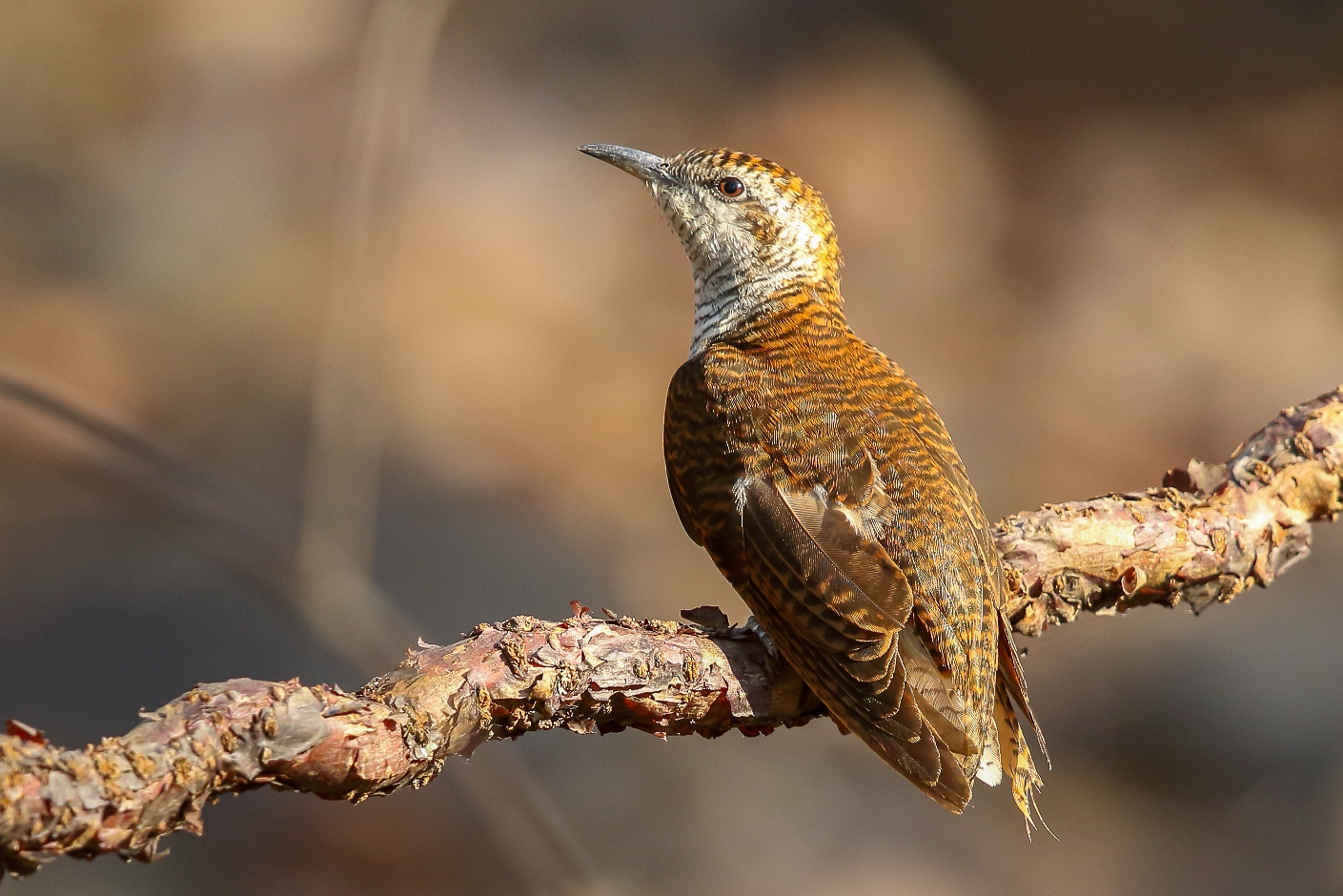
Смугаста кукавка

Смугаста кукавка

Довжина птаха становить 22-24 см. Верхня частина голови і верхня частина тіла іржасто-коричневі, поцятковані темно-коричневими смугами. Над очима широкі білуваті "брови", які ідуть до шиї з боків. Крила темні, хвіст іржасто-коричневий, поцяткований темними смужками. На кінці хвоста чорна смуга, кінчики стернових пер білі. Нижня частина тіла білувата, поцяткована поперечними чорними смужками. Райдужки жовті, дзьоб чорний, знизу біля основи зеленувато-сірий, лапи сірі. Виду не притаманний статевий диморфізм. У молодих птахів пера на верхній частині тіла мають білі краї, нижня частина дзьоба бліда. Голос — серія пронизливих посвистів «пі-пі-пью-пью».

## Підвиди
Виділяють чотири підвиди:
- C. s. sonneratii (Latham, 1790) — від Гімалаїв, Центральної і Південної Індії до південного Індокитаю і Малайського півострова;
- C. s. waiti (Baker, ECS, 1919) — острів Шрі-Ланка;
- C. s. fasciolatus (Müller, S, 1843) — Суматра, Калімантан, Палаван і сусідні острови;
- C. s. musicus (Ljungh, 1803) — Ява і Балі.

## Поширення і екологія
Смугасті кукавки мешкають в Індії, Непалі, Бутані, Бангладеш, М'янмі, Китаї, Таїланді, Лаосі, В'єтнамі, Камбоджі, Малайзії, Індонезії, Брунеї, на Філіппінах і Шрі-Ланці. Вони живуть в рівнинних і гірських тропічних лісах, в рідколіссях і чагарникових заростях. Зустрічаються на висоті до 900 м над рівнем моря. Живляться переважно комахами, яких збирають з рослинності або ловлять в польоті. Початок сезону розмноження різниться в залежності від регіону, в Мумбаї він триває з лютого по серпень, в Ассамі з квітня по серпень, в Східних Гатах протягом всього року, на Малайському півострові з січня по травень. Смугасті кукавки, як і багато інших зозуль, вони практикують гніздовий паразитизм. Вони відкладають свої яйця в гнізда інших птахів, зокрема чорнокрилих йор, червоногузих бюльбюлів, зеленоспинних югин, пломенистих личинкоїдів і тимелій-темнодзьобів.